# Chepkongony
Chepkongony är en ort i distriktet Uasin Gishu i provinsen Rift Valley i Kenya, belägen nära Kaptagat.